# Gran Premio d'Italia 1955
Il Gran Premio d'Italia 1955 fu la settima ed ultima gara della stagione 1955 del Campionato mondiale di Formula 1, disputata l'11 settembre all'Autodromo nazionale di Monza.
La manifestazione vide la vittoria di Juan Manuel Fangio su Mercedes, seguito dal compagno di squadra Piero Taruffi e da Eugenio Castellotti su Ferrari.

## La cronaca
Per questa edizione si decise di cambiare la configurazione della pista. Le curve di porfido furono eliminate e sostituite da una sola curva a destra con raggio crescente a cui fu dato il nome di Parabolica (posta alcune centinaia di metri prima). All'incirca nel luogo della precedente doppia piega a destra venne posizionata la Curva Sud del nuovo anello ad alta velocità.
Il 26 luglio la Lancia, che aveva deciso per il ritiro dalle competizioni a seguito della morte di Alberto Ascari, aveva ceduto tutto il materiale residuo alla Scuderia Ferrari. Quest'ultima decise quindi di portare a Monza quattro Lancia D50, una delle quali con funzioni di muletto: le tre unità da gara furono affidate ad Eugenio Castellotti, a Nino Farina ed a Luigi Villoresi. Oltre a queste, la scuderia iscrisse anche tre Ferrari 555.
Il responso delle prove assegnò un margine notevole alle Mercedes-Benz, che segnarono i migliori tempi con Juan Manuel Fangio (già matematicamente Campione del Mondo 1955 e poleman della gara), Stirling Moss e Karl Kling. Dal canto loro, le D50 si comportarono onorevolmente: Castellotti segnò il quarto tempo, Farina il quinto, Villoresi l'ottavo. La migliore tra le Ferrari 4 cilindri del tipo 555 si classificò appena dodicesima, con Umberto Maglioli. Le D50 però, che in questa occasione adottavano le gomme Englebert utilizzate dalla Ferrari ma che fino ad allora avevano sempre montato gomme Pirelli, furono vittime di molteplici dechappaggi; la Ferrari poteva soltanto utilizzare gli pneumatici contrattualmente previsti, per cui si finì con l'optare per il ritiro delle D50 dalla corsa, per evitare qualsiasi rischio.
Eugenio Castellotti, comunque, prese il via utilizzando una Ferrari 555, un muletto con cui aveva partecipato ad una parte delle prove, ponendosi al 4º posto dello schieramento e sfruttando così la prestazione ottenuta con la D50 (una mossa consentita dal regolamento in vigore).
Il Gran Premio fu dominato dalla Mercedes di Juan Manuel Fangio, che partiva dalla pole position e non abbandonò più la posizione di testa fino al termine della galoppata di 50 giri per 500 chilometri (ad eccezione dell'ottavo giro in cui Moss transita primo sul traguardo). La Mercedes (che metteva in lizza due vetture del tipo carenato per Fangio e Moss e due a ruote scoperte per Taruffi e Kling) fece corsa a sé e Piero Taruffi, dopo i ritiri di Moss e di Kling, ottenne un bel secondo posto in parata; terzo Castellotti con la Ferrari 555.

## Qualifiche
| Pos | N° | Pilota                  | Auto                       | Squadra                   | Tempo       | Distacco |
| --- | -- | ----------------------- | -------------------------- | ------------------------- | ----------- | -------- |
| 1   | 18 | Juan Manuel Fangio      | Mercedes-Benz W196         | Daimler-Benz AG           | 2:46.5      | -        |
| 2   | 16 | Stirling Moss           | Mercedes-Benz W196         | Daimler-Benz AG           | 2:46.8      | +0.3     |
| 3   | 20 | Karl Kling              | Mercedes-Benz W196         | Daimler-Benz AG           | 2:48.3      | +1.8     |
| 4   | 4  | Eugenio Castellotti     | Ferrari-Lancia D50         | Scuderia Ferrari          | 2:49.6      | +3.1     |
| 5   | 2  | Nino Farina             | Ferrari-Lancia D50         | Scuderia Ferrari          | 2:49.9      | +3.4     |
| 6   | 36 | Jean Behra              | Maserati 250F              | Officine Alfieri Maserati | 2:50.1      | +3.7     |
| 7   | 28 | Roberto Mieres          | Maserati 250F              | Officine Alfieri Maserati | 2:51.1      | +4.6     |
| 8   | 10 | Luigi Villoresi         | Ferrari-Lancia D50         | Scuderia Ferrari          | 2:51.6      | +5.1     |
| 9   | 14 | Piero Taruffi           | Mercedes-Benz W196         | Daimler-Benz AG           | 2:51.8      | +5.3     |
| 10  | 30 | Luigi Musso             | Maserati 250F              | Officine Alfieri Maserati | 2:52.1      | +6.6     |
| 11  | 32 | Peter Collins           | Maserati 250F              | Officine Alfieri Maserati | 2:55.3      | +8.8     |
| 12  | 12 | Umberto Maglioli        | Ferrari 555 F1             | Scuderia Ferrari          | 2:55.4      | +8.9     |
| 13  | 42 | Harry Schell            | Vanwall VW 55              | Vandervell Products Ltd   | 2:55.5      | +9.0     |
| 14  | 6  | Mike Hawthorn           | Ferrari 555 F1             | Scuderia Ferrari          | 2:56.2      | +9.7     |
| 15  | 8  | Maurice Trintignant     | Ferrari 555 F1             | Scuderia Ferrari          | 2:56.3      | +9.8     |
| 16  | 34 | Carlos Menditeguy       | Maserati 250F              | Officine Alfieri Maserati | 2:58.4      | +11.9    |
| 17  | 44 | Ken Wharton             | Vanwall VW 55              | Vandervell Products Ltd   | 2:59.5      | +13.0    |
| 18  | 22 | Hernando da Silva Ramos | Gordini T16                | Equipe Gordini            | 2:59.8      | +13.3    |
| 19  | 26 | Jacques Pollet          | Gordini T16                | Equipe Gordini            | 2:59.9      | +13.4    |
| 20  | 40 | John Fitch              | Maserati 250F              | Stirling Moss Ltd         | 3:03.1      | +16.6    |
| 21  | 38 | Horace Gould            | Maserati 250F              | Officine Alfieri Maserati | 3:05.2      | +18.7    |
| 22  | 24 | Jean Lucas              | Gordini T32                | Equipe Gordini            | 3:15.9      | +29.4    |
| 23  | 46 | Luigi Piotti            | Arzani-Volpini F1-Maserati | Scuderia Volpini          | senza tempo | -        |

## Gara
| Pos | N° | Pilota                  | Auto                    | Giri | Tempo/Causa Ritiro       | Pos. griglia | Punti |
| --- | -- | ----------------------- | ----------------------- | ---- | ------------------------ | ------------ | ----- |
| 1   | 18 | Juan Manuel Fangio      | Mercedes                | 50   | 2:25:04.4                | 1            | 8     |
| 2   | 14 | Piero Taruffi           | Mercedes                | 50   | +0.7                     | 9            | 6     |
| 3   | 4  | Eugenio Castellotti     | Ferrari                 | 50   | +46.2                    | 4            | 4     |
| 4   | 36 | Jean Behra              | Maserati                | 50   | +3:57.5                  | 6            | 3     |
| 5   | 34 | Carlos Menditeguy       | Maserati                | 49   | +1 Giro                  | 16           | 2     |
| 6   | 12 | Umberto Maglioli        | Ferrari                 | 49   | +1 Giro                  | 12           |       |
| 7   | 28 | Roberto Mieres          | Maserati                | 48   | +2 Giri                  | 7            |       |
| 8   | 8  | Maurice Trintignant     | Ferrari                 | 47   | +3 Giri                  | 15           |       |
| 9   | 40 | John Fitch              | Maserati                | 46   | +4 Giri                  | 20           |       |
| 10  | 6  | Mike Hawthorn           | Ferrari                 | 38   | Cambio                   | 14           |       |
| Rit | 20 | Karl Kling              | Mercedes                | 32   | Cambio                   | 3            |       |
| Rit | 30 | Luigi Musso             | Maserati                | 31   | Cambio                   | 10           |       |
| Rit | 38 | Horace Gould            | Maserati                | 31   | Sospensioni              | 21           |       |
| Rit | 16 | Stirling Moss           | Mercedes                | 27   | Motore                   | 2            | 1     |
| Rit | 26 | Jacques Pollet          | Gordini                 | 26   | Motore                   | 19           |       |
| Rit | 22 | Hernando da Silva Ramos | Gordini                 | 23   | Sistema alim. carburante | 18           |       |
| Rit | 32 | Peter Collins           | Maserati                | 22   | Sospensioni              | 11           |       |
| Rit | 42 | Harry Schell            | Vanwall                 | 7    | Sospensioni              | 13           |       |
| Rit | 24 | Jean Lucas              | Gordini                 | 7    | Motore                   | 22           |       |
| Rit | 44 | Ken Wharton             | Vanwall                 | 0    | Accensione               | 17           |       |
| NP  | 2  | Nino Farina             | Ferrari-Lancia D50      |      | Gomme                    | 5            |       |
| NP  | 10 | Luigi Villoresi         | Ferrari-Lancia D50      |      | Gomme                    | 8            |       |
| NP  | 46 | Luigi Piotti            | Arzani-Volpini-Maserati |      | Motore                   | 23           |       |

## Statistiche

### Piloti
- 17ª vittoria per Juan Manuel Fangio
- 5º e ultimo podio per Piero Taruffi
- 1° e unico Gran Premio per Jean Lucas
- Ultimo Gran Premio per Nino Farina, Ken Wharton, John Fitch, Roberto Mieres, Karl Kling e Jacques Pollet

### Costruttori
- 9° vittoria per la Mercedes
- 1° e unico Gran Premio per la Arzani-Volpini

### Motori
- 9° vittoria per il motore Mercedes

### Giri al comando
- Juan Manuel Fangio (1-7, 9-50)
- Stirling Moss (8)

## Classifica Mondiale
| Pos | Pilota                | Punti   |
| --- | --------------------- | ------- |
| 1   | Juan Manuel Fangio    | 40 (41) |
| 2   | Stirling Moss         | 23      |
| 3   | Eugenio Castellotti   | 12      |
| 4   | Maurice Trintignant   | 11.33   |
| 5   | Nino Farina           | 10.33   |
| 6   | Piero Taruffi         | 9       |
| 7   | Bob Sweikert          | 8       |
| 8   | Roberto Mieres        | 7       |
| 9   | Luigi Musso           | 6       |
|     | Jean Behra            | 6       |
| 11  | Karl Kling            | 5       |
| 12  | Jimmy Davies          | 4       |
| 13  | Tony Bettenhausen     | 3       |
|     | Paul Russo            | 3       |
|     | Paul Frère            | 3       |
|     | Johnny Thomson        | 3       |
| 17  | José Froilán González | 2       |
|     | Luigi Villoresi       | 2       |
|     | Carlos Menditeguy     | 2       |
|     | Cesare Perdisa        | 2       |
| 21  | Umberto Maglioli      | 1.33    |
| 22  | Walt Faulkner         | 1       |
|     | Bill Vukovich         | 1       |
|     | Bill Homeier          | 1       |
|     | Hans Herrmann         | 1       |